# 포르투갈 제1공화국
포르투갈 제1공화국(포르투갈어: Primeira República Portuguesa)은 1910년과 1926년 사이에 존재한 포르투갈의 공화정 체제이다. 정식 명칭은 포르투갈 민주공화국(포르투갈어: República Democrática Portuguesa)이었다.
1910년 10월 5일 혁명으로 왕정이 붕괴된 이후에 포르투갈의 각 공화파 사이에 일어난 내분으로 크게 혼란했던 시기로, 지속된 16년 동안 6번의 국회, 8명의 대통령, 38명의 총리가 있었다.